# Засенберг
Засенберг (њем. Sassenberg) град је у њемачкој савезној држави Северна Рајна-Вестфалија. Једно је од 13 општинских средишта округа Варендорф. Према процјени из 2010. у граду је живјело 14.264 становника. Посједује регионалну шифру (AGS) 5570036.

## Географски и демографски подаци
Засенберг се налази у савезној држави Северна Рајна-Вестфалија у округу Варендорф. Град се налази на надморској висини од 60 метара. Површина општине износи 78,1 km². У самом граду је, према процјени из 2010. године, живјело 14.264 становника. Просјечна густина становништва износи 183 становника/km².